# Ieixivà d'Aix-les-Bains
La Ieixivà d'Aix-les-Bains és una de les principals acadèmies talmúdiques de França. Una ieixivà fou establerta per Ernst Weill a Neudorf, Estrasburg, França, en 1933. La ieixivà era dirigida pel Rabí Simcha Wasserman, fill de l'eminent talmudista el Rabí Elchonon Wasserman, la qual aleshores era l'única ieixivà de França. En 1938, el Rabí Wasserman va emigrar als Estats Units, deixant la direcció de la ieixivà de Neudorf al Rabí Yitzchak Chaikin, un deixeble del Chofetz Chaim, el Rabí Israel Meir Kegan, i del Rabí Elchonon Wasserman. El Rabí Chaikin aviat va ser deportat a Alemanya, i la ieixivà va haver de tancar les portes en 1939, fins a la fi de la Segona Guerra Mundial. El seu col·legi acadèmic va obrir de nou les seves portes després de la guerra en el mes de juny de 1945, a la vila d'Aix-les-Bains, a l'indret on es va establir definitivament.
La ieixivà va ser dirigida de nou pel Rabí Yitzchak Chaikin, alliberat de la captivitat, la ieixivà va acollir a nombrosos ex-presoners alliberats dels camps de concentració nazis, i supervivents de l'holocaust. Avui en dia, la ieixivà és dirigida pel Rabí Yitzchak Weill.
El Rabí Moshe Yitzchok Gewirtzman (1882-1976), el fundador de la dinastia hassídica polonesa de Pshevorsk, conegut com a Reb Itzikel, un gran rabí hassídic d'origen polonès, que després de la Segona Guerra Mundial va viure a París, França, entre 1949 i 1957, abans d'establir-se a Anvers, Bèlgica. El Rabí Itzikel va passar un estiu al poble d'Aix-les-Bains, i va visitar la ieixivà. Tot i ser un centre de tradició asquenazita, la Ieixivà d'Aix-les-Bains, ha acollit a un gran nombre de joves membres de la comunitat jueva, originaris de Marroc i de Tunísia.